# Theta d'Andròmeda
Theta d'Andròmeda (θ Andromedae) és una estrella binària a la constel·lació d'Andròmeda. Està aproximadament a 253 anys llum de la Terra.
El component primari, Theta d'Andròmeda A, és una nana de la seqüència principal blanca del tipus A de la magnitud aparent 4,61. La seva companya, Theta d'Andròmeda B, està separada de la primària 0,1 segons d'arc.
La localització d'aquesta estrella a la constel·lació d'Andròmeda es pot veure en el diagrama següent:

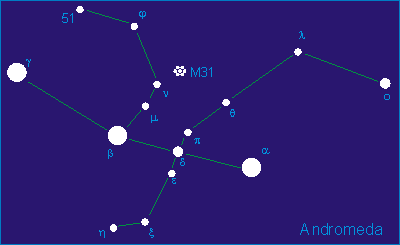
Diagrama de la constel·lació d'Andròmeda